# ヴィクトリア・ピーク
ヴィクトリア・ピーク（英語: Victoria Peak）、あるいは太平山（広東語：taai3 ping4 saan1, 拼音: Tàipíngshān）は、香港の観光地となっている山で、夜景の名所として知られる。香港島の西部に位置し、標高は552メートル。「香港島」の最高峰であるが「香港」の最高峰ではない（新界の大帽山が957メートルで最高峰）。
香港では単に「ザ・ピーク」（英語: The Peak、広東語：山頂）とも呼ばれる。マウント・オースティン （Mount Austin）、あるいは扯旗山とも称される。
ヴィクトリア・ピークの実際の山頂は通信施設などに占められており一般人は入ることができない。しかしその周囲の山並みにある公園や高級住宅地などが、普通「ザ・ピーク」として知られる部分である。山上からは香港島や九龍の超高層ビル群やヴィクトリア・ハーバー、周囲の島々などが一望のもとに見渡せる。

## 名称と範囲
| 現地名称                       | 広東語発音（粤拼）      | 意味                                 |
| ------------------------------ | ----------------------- | ------------------------------------ |
| 太平山頂（たいへいざんてい）   | taai3 ping4 saan1 deng2 | 平和な山                             |
| 山頂（ざんてい）               | saan1 deng2             | 英語の「ザ・ピーク」の直訳           |
| 扯旗山（ちぇきざん）           | ce2 kei4 saan1          | 旗を振る山                           |
| 爐峰                           | lou4 fung1              | 烽火をあげる峰                       |
| 維多利亞山（ヴィクトリアザン） | wai4 do1 lei6 aa3 saan1 | 英語の「マウント・ヴィクトリア」より |
| 柯士甸山                       | o1 si6 din1 saan1       | 英語の「マウント・オースティン」より |

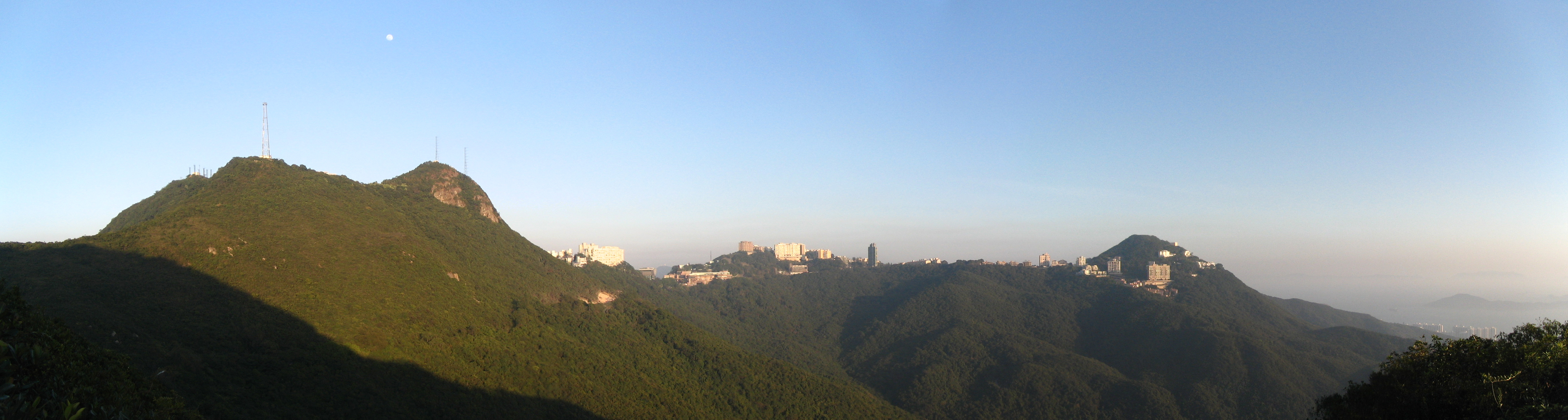
太平山一帯の風景を西高山から撮影。左から扯旗山（ヴィクトリア・ピーク）、歌賦山（ゴフ山）、奇力山（ケレット山）

イギリス人は、中国人が太平山と呼んでいた山の頂上を当初はポゼッション山と名付けたが、その後オースティン山に改め、さらにヴィクトリア女王の名にちなんでヴィクトリア・ピークと名付けた。ヴィクトリア・ピークあるいは太平山には多数の別名があるが、その名が示す地理的範囲には違いもある。

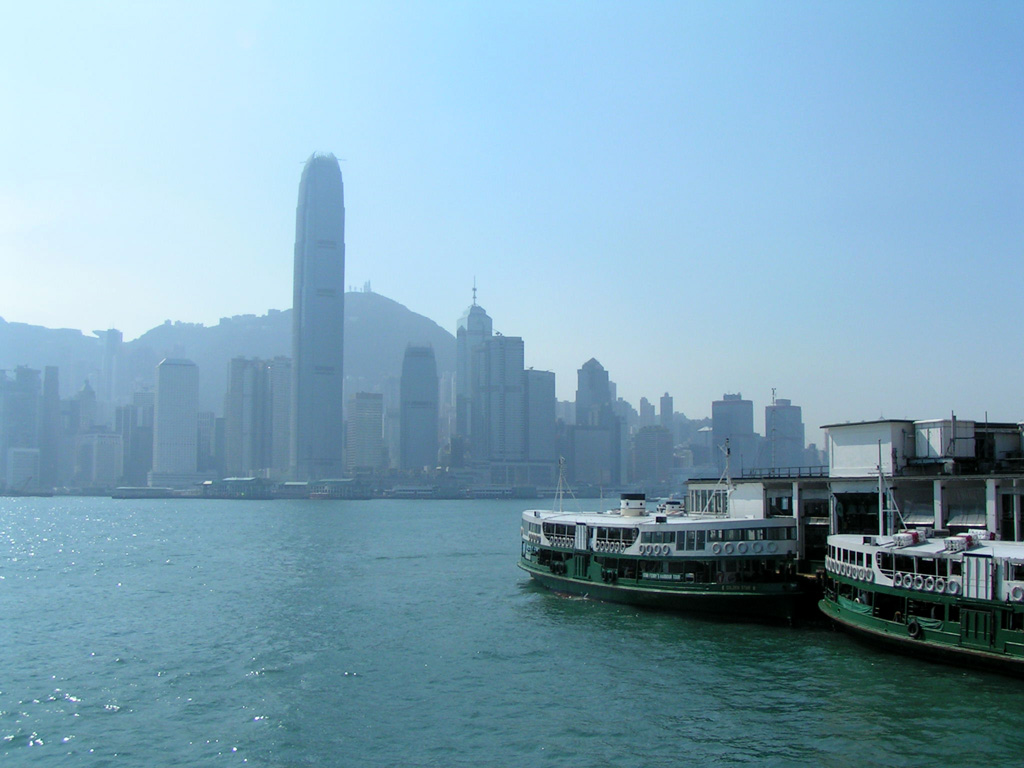
九龍側のスターフェリー埠頭。香港島の高層ビルの背後にヴィクトリア・ピークの稜線が見える

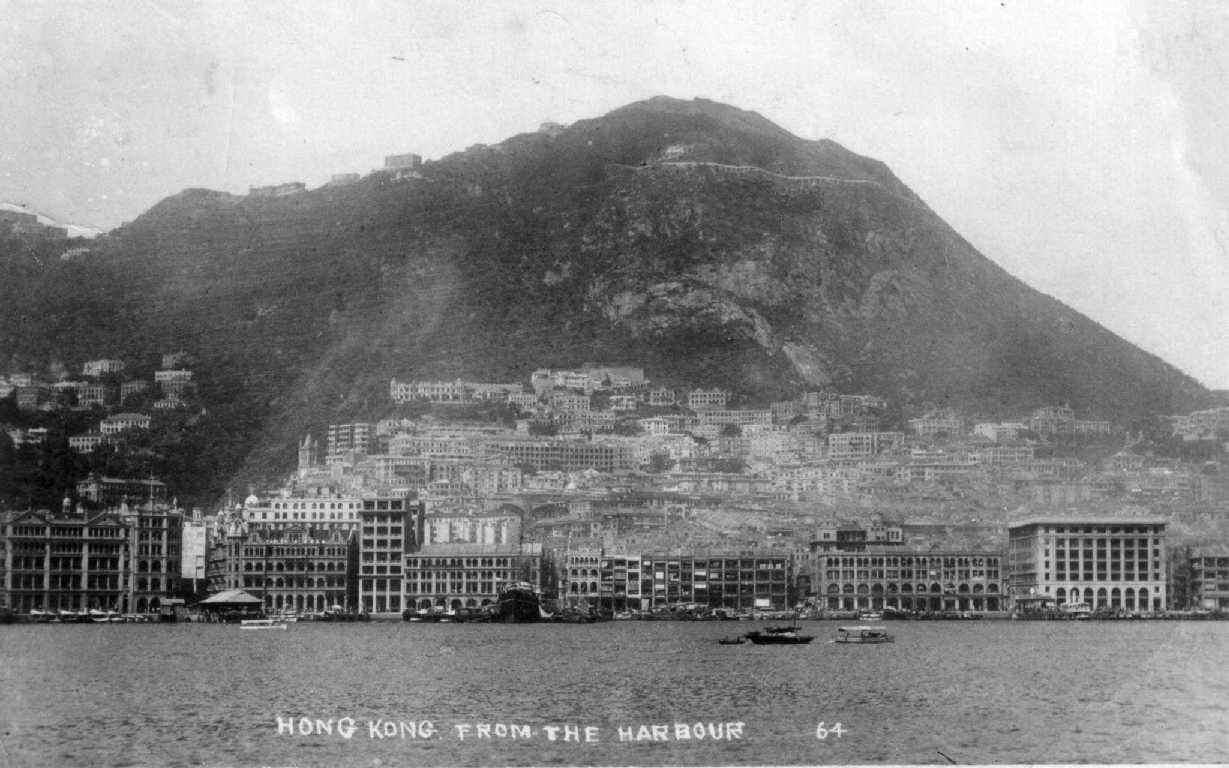
1920年代の香港とその背後のヴィクトリア・ピーク

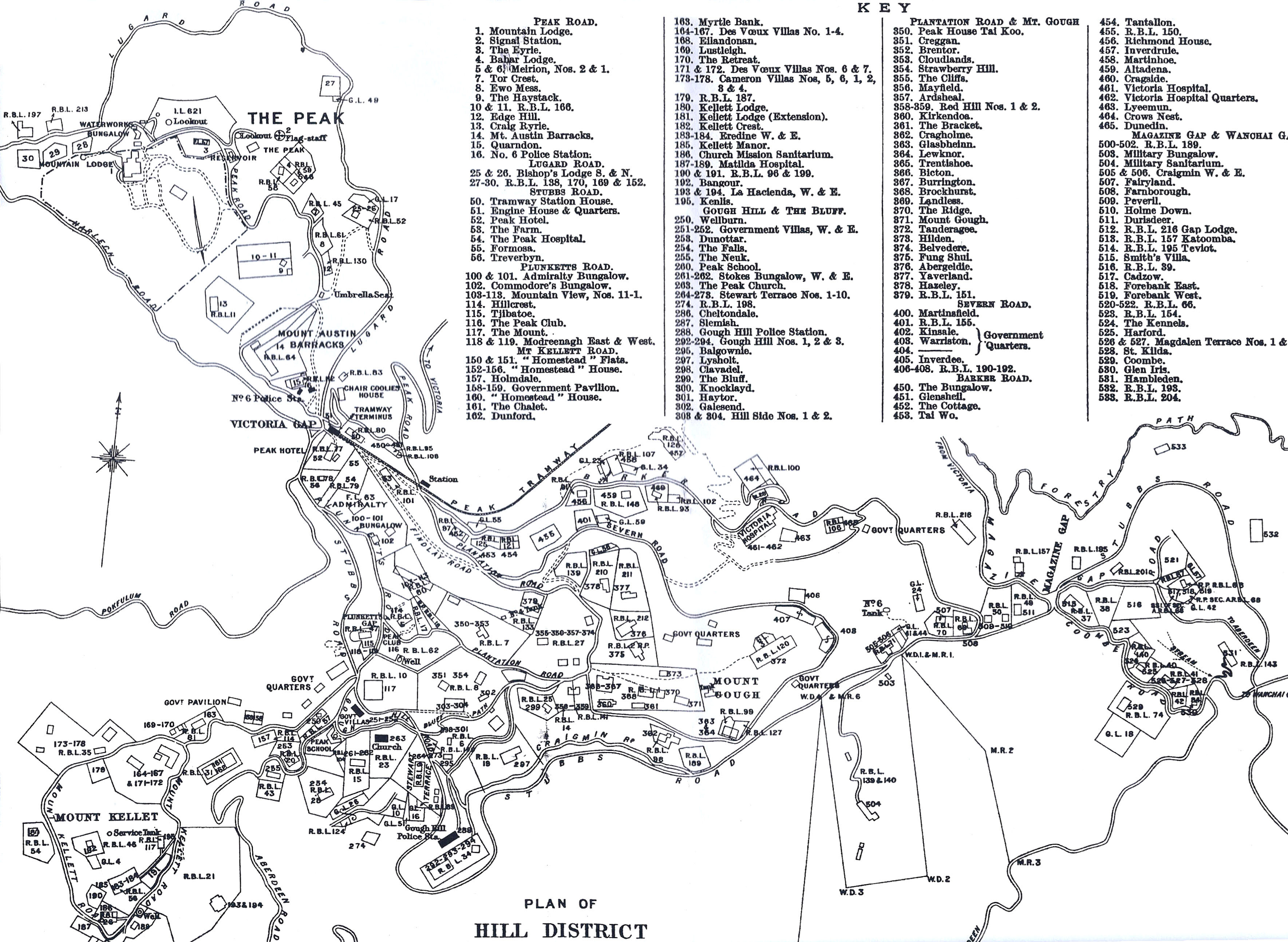
山頂区の地図（1924年）。左上の扯旗山（ヴィクトリア・ピーク）、中央の歌賦山（ゴフ山）、左下の奇力山（ケレット山）の周囲に西洋人の邸宅が広がっている

かつて太平山とは、龍虎山より東、薄扶林より北、馬己仙峡より西の一帯の山塊全体を指していた。上環には太平山街という通りがあるように、山頂だけでなく山麓も太平山と呼ばれていた。後に山麓部分は分割され中環および上環となり、香港の中心市街地へと発展した。中環・上環より高い中腹は半山区と呼ばれる高級住宅地となった。それより高い部分は山頂（ヴィクトリア・ピーク、ザ・ピーク）と呼ばれ、最初は富裕な西洋人と外国政府関係者だけの別荘地に、後には観光地となり現在に至っている。
普通ヴィクトリア・ピーク（広東語で「山頂」、あるいは「太平山頂」）と呼ばれるのは実際の太平山の頂上ではなく、ピークトラムの山頂駅とその一帯のことである。山頂駅は爐峰峡（Victoria Gap, ヴィクトリア・ギャップ）という場所にあり、実際の山頂より下にあたる。
「太平山頂」はさらに多くの峰に分かれている。主な峰には最高峰で通信施設や山頂公園のある扯旗山（Victoria Peak）、その東方の歌賦山（Mount Gough）、奇力山（Mount Kellett）、観龍角などがある。爐峰峡は扯旗山と歌賦山の間に位置する鞍部である。
扯旗山には旗を掲げた山という意味があるが、その由来には諸説ある。
1. 清朝時代の海賊、張保（張保仔）が香港島を拠点にしていた時期、この峰を見張り台に使っており、島の周囲を通る船に旗を振って信号を送っていたという説
2. 1842年に香港島がイギリスの統治下に置かれた際、英国人が主権を示すために山頂にイギリスの国旗を掲げたという説[1]
3. イギリス統治初期は馬己仙峡に展望台があり、ヴィクトリア・ハーバーに船が入るたびに山頂から手旗信号を送っていたという説[2]

## 歴史

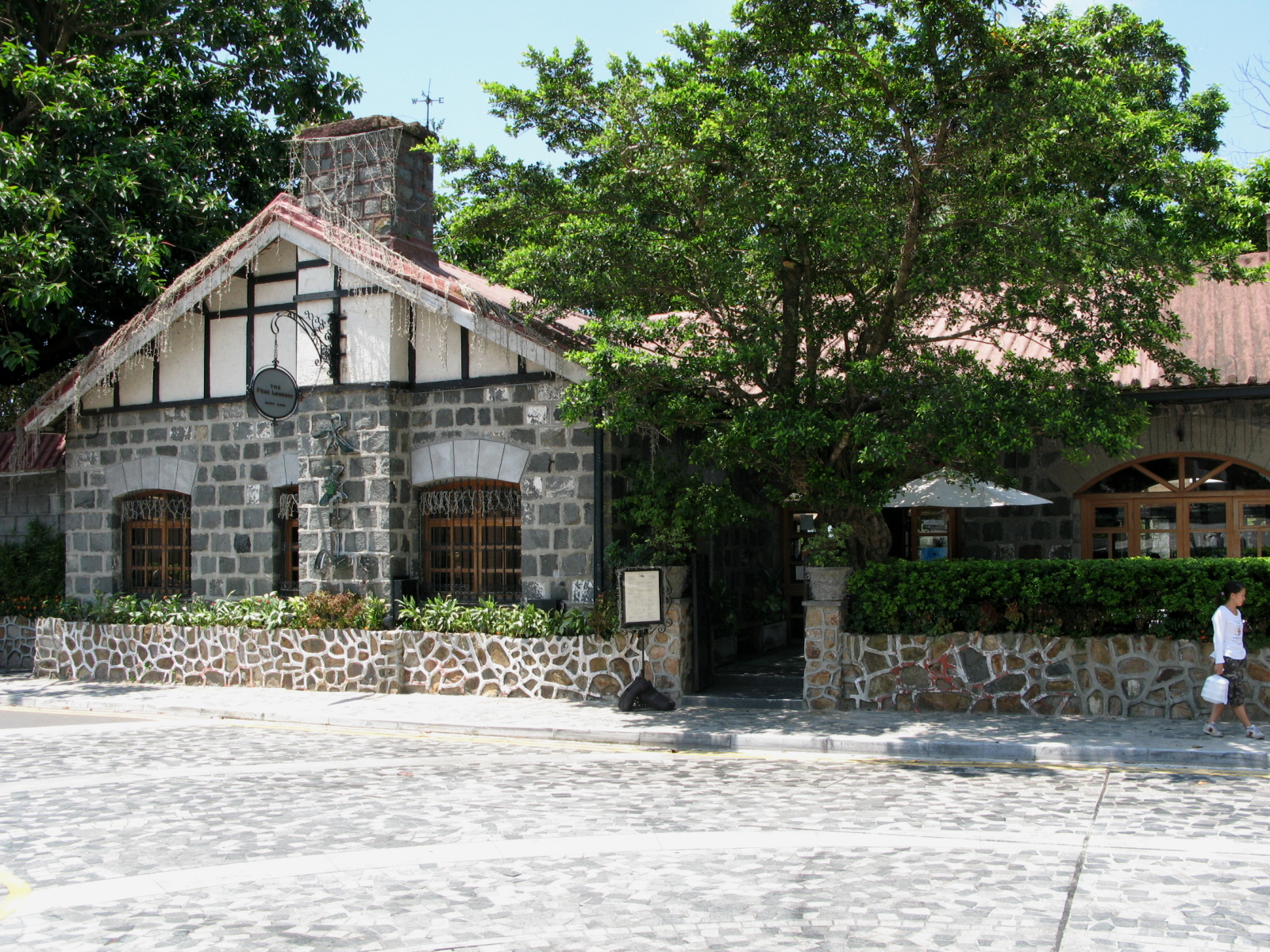
ピーク・ルックアウト。1901年に建てられたセダン・チェア人夫の待機所で、現在はレストランとなっている

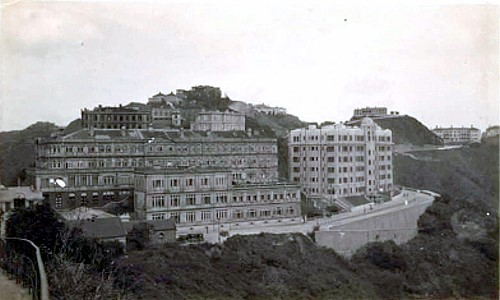
現在のピーク・ギャレリアの場所にあったピーク・ホテル。1938年に火災で損壊し、以後バスターミナルになった

19世紀半ばに香港がイギリスの植民地となって以来、西洋人たちが山頂に邸宅を建てて住むようになった。これには山頂からの眺めが素晴らしかったという理由のほか、香港市街（ヴィクトリア市）の亜熱帯の蒸し暑さに比べると山頂は幾分涼しく過ごしやすかったという理由もある。最初は信号所やサナトリウムが建ち、1868年頃に香港の第6代総督リチャード・グレイブズ・マクドネル卿が夏の別邸「マウンテン・ロッジ」をヴィクトリア・ピークに建てた。当時、山頂と港とを往復するイギリス人たちは中国人人夫が担ぐセダン・チェア（sedan chair, 轎子）と呼ばれる輿に乗って険しい山道を上り下りしており、山頂に住む人はごく限られていた。1874年には山頂へ登りやすい道が開けたため住む者が若干増え、1870年代から1880年代にかけて40軒ほどの邸宅が建てられていた。しかし、避暑地あるいは邸宅街としてのヴィクトリア・ピークの開発が本格化するのは1888年にピークトラムというケーブルカーが敷設されてからのことであった。

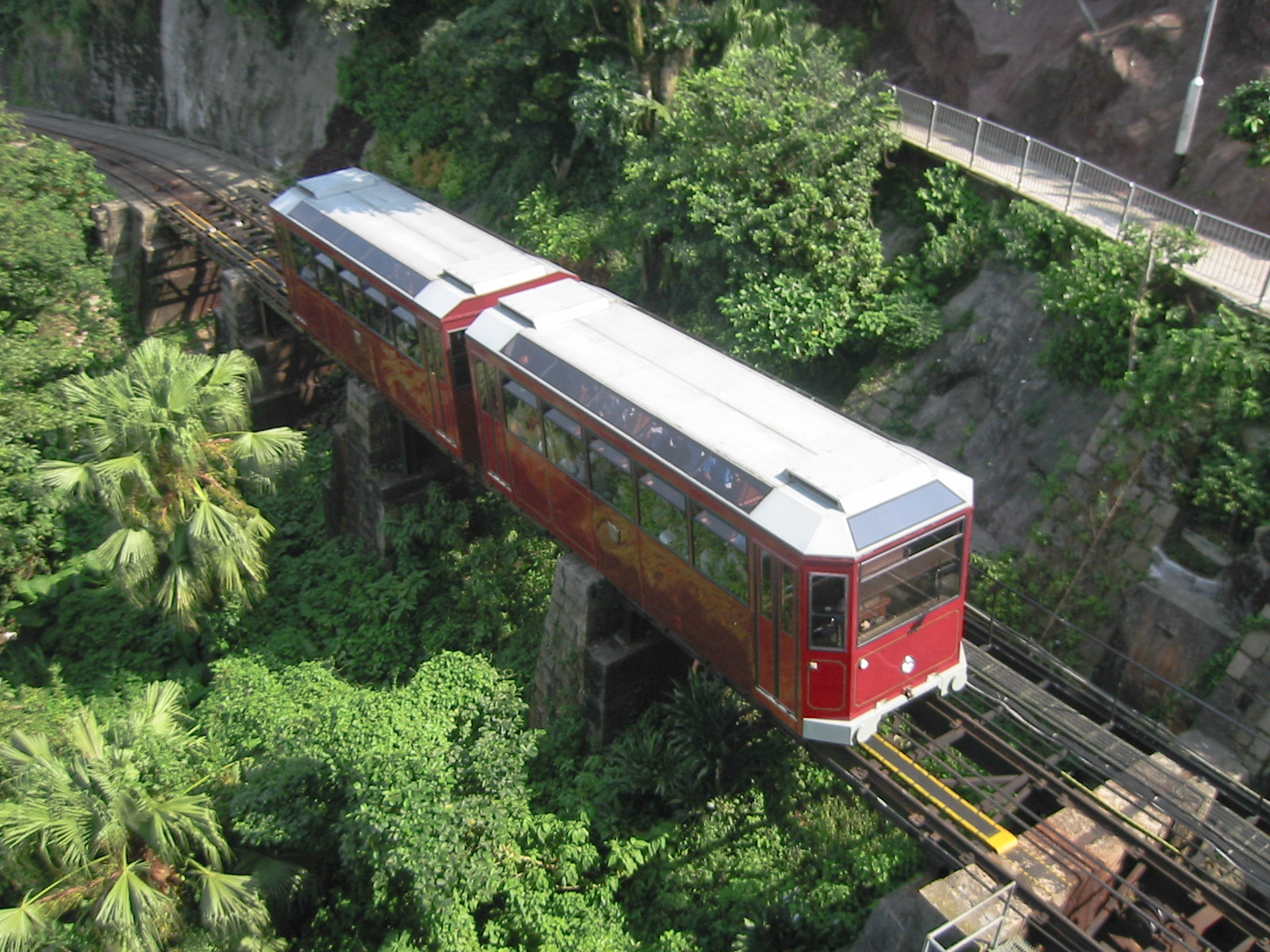
ピークトラム

ピークトラム開通後はヴィクトリア・ピークの住宅地に対する需要が増大した。1904年から1930年の間は、山頂部一帯にヨーロッパ人と各国政府関係者以外の居住を認めない「山頂区保留条例」（Peak Reservation Ordinance）が施行されていた。これは1894年に始まったペストの世界的感染を受け、ヴィクトリア市の中国人の間で蔓延する流行病から身を守るという健康上の名目があったが、中国人に対する人種的・社会的隔離の側面もあった。この時期は中国人は総督の特別の許可なくして山頂に入ることはできなかった。トラムも朝の通勤時間は一等乗客（総督ほか山頂住民）専用で、二等乗客（イギリス軍および香港警察）、三等乗客（その他）は乗ることはできなかった。中国人がヴィクトリア・ピークに住めるようになったのは1947年のことであった。
戦後の香港でもヴィクトリア・ピーク付近は超高級住宅地となっているが、気候上あるいは健康上の理由ではなくヴィクトリア・ピークの高い社会的地位を求めて住まわれるようになっている。

## 観光

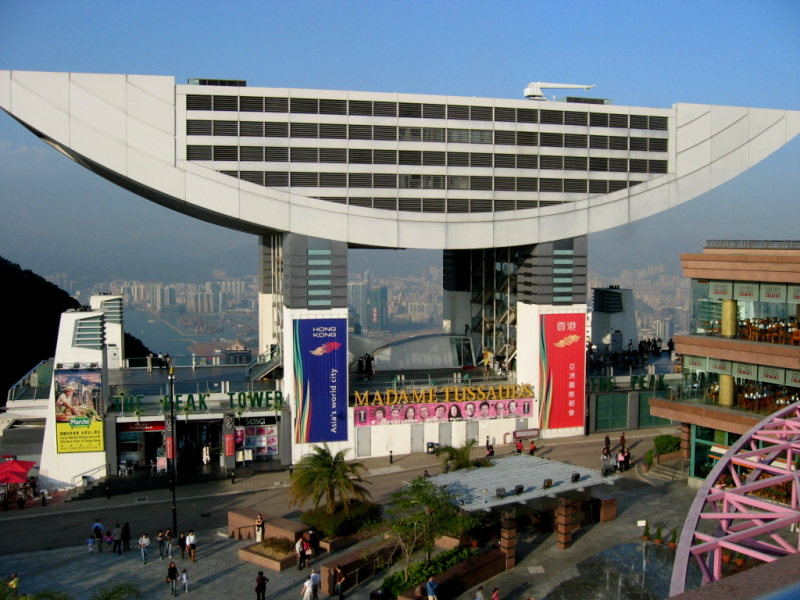
ピーク・タワー。手前に見えているのがピーク・ギャレリア

ヴィクトリア・ピークは香港有数の観光地であり、年間700万人以上が眺望や世界三大夜景を求めて訪問している。19世紀末にはすでに山頂の周囲にはホテルが建てられていたが、1972年にはピークトラムの山頂駅に、展望台・レジャーセンター・ショッピングセンターの複合施設であるピーク・タワー（Peak Tower, 凌霄閣）が完成した。1996年には観光客の増大に対処するためテリー・ファレルの設計で2代目のピーク・タワーが竣工した。1993年には、隣接する山頂バスターミナルを改造してライバルとなるピーク・ギャレリア（Peak Galleria, 山頂廣場）が完成した。また1976年には獅子亭という亭閣が完成し、眺望を楽しめるようになっている。
ピーク・タワーおよび山頂駅は、爐峰峽（Victoria Gap, ヴィクトリア・ギャップ）の海抜396メートルの地点にある。ここに上るにはピークトラムと公共バス、ミニバスのほか、山頂道（Peak Road, ピーク・ロード）をタクシーや自家用車で走る方法、香港動植物園の近くから険しい旧山頂道（舊山頂道、Old Peak Road）を歩いて登る方法もある。

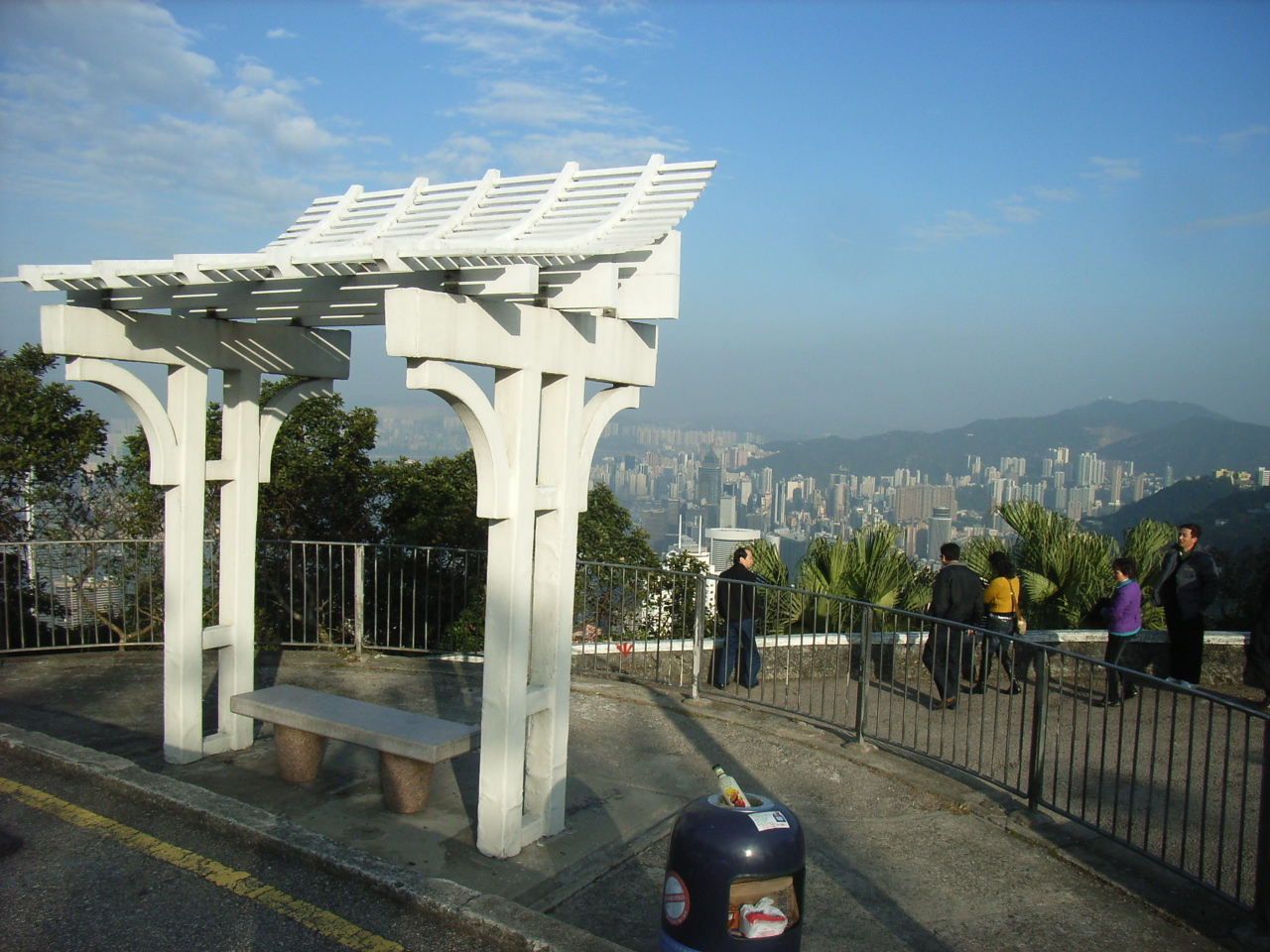
柯士甸山道8号の展望台

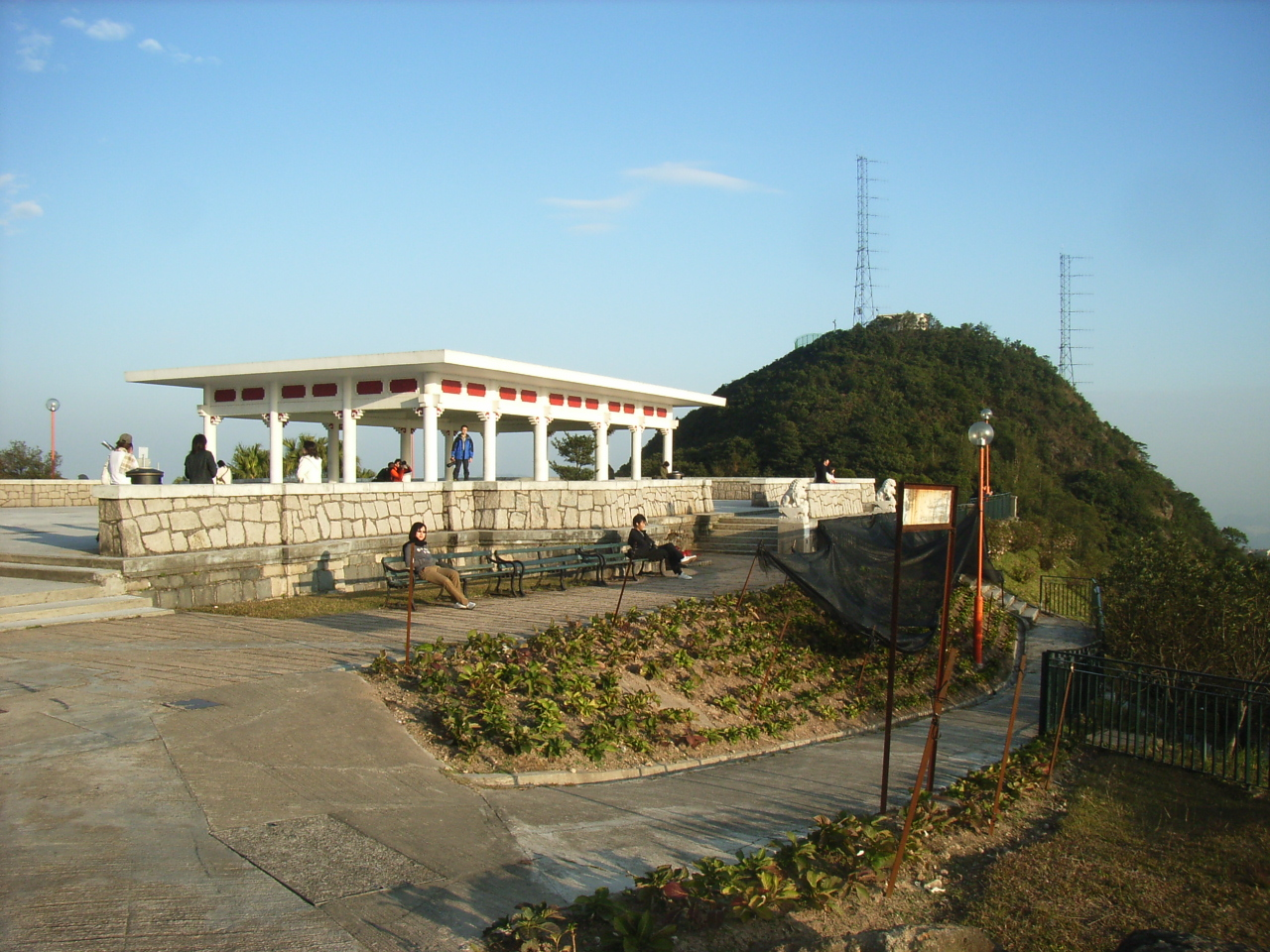
山頂のヴィクトリア・ピーク・ガーデン

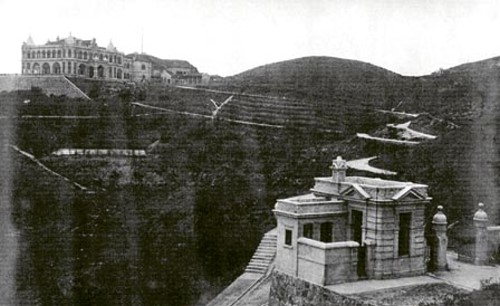
かつての香港総督別荘マウンテン・ロッジ。手前の守衛室だけが現存する

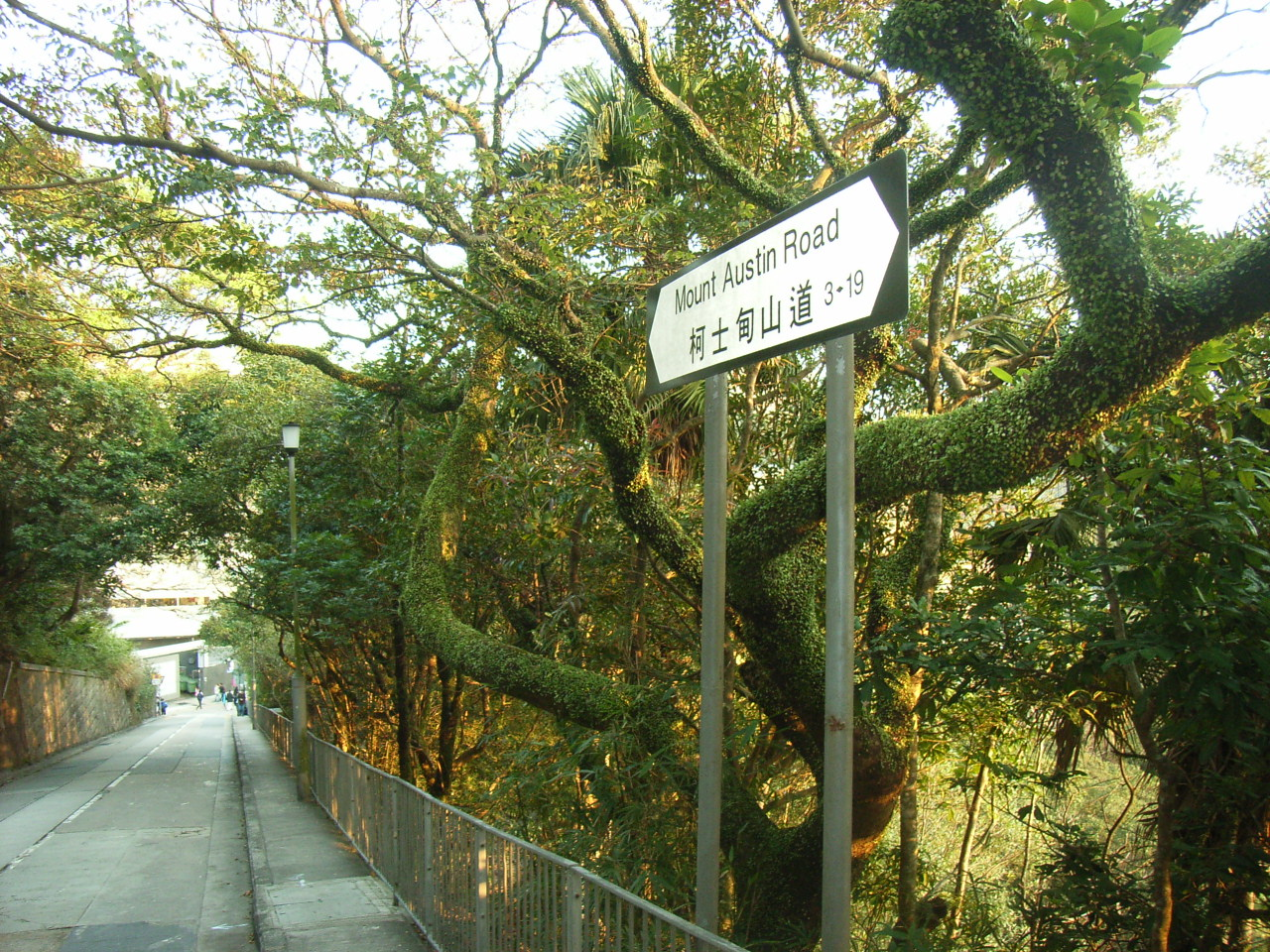
柯士甸山道

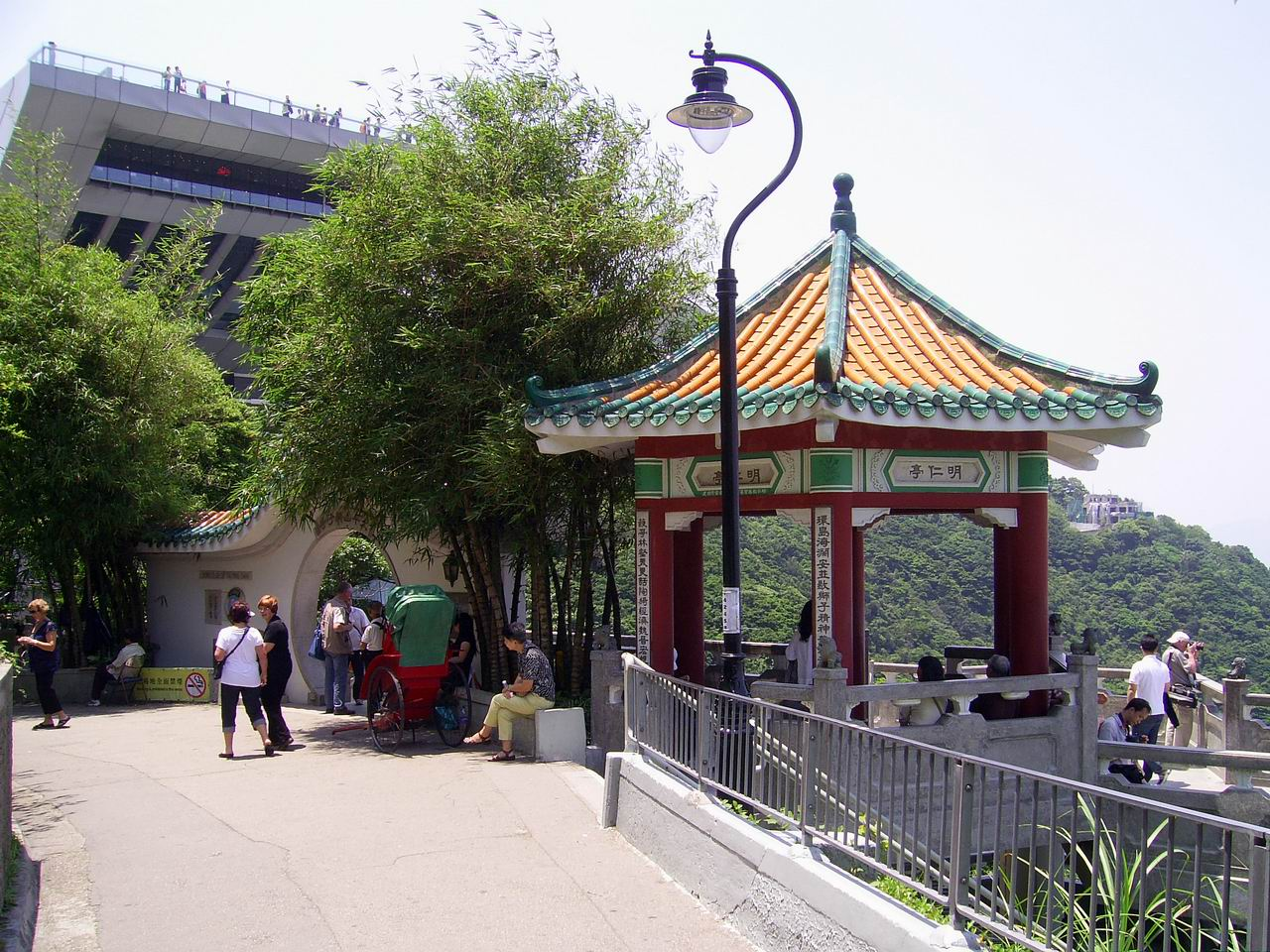
獅子亭

ピーク・タワーやピーク・ギャレリアのあるヴィクトリア・ギャップから、徒歩または車で、邸宅街の中を通る柯士甸山道（Mount Austin Road, マウント・オースティン・ロード）をゆくと、ヴィクトリア・ピーク・ガーデン（Victoria Peak Garden, 山頂公園）にたどり着く。ヴィクトリア・ギャップからは150メートル高い位置にあり、一般人の立ち入ることのできる場所としてはこの公園がもっとも山頂に近い。ここにはかつて、香港総督の夏の別荘マウンテン・ロッジ（Mountain Lodge）があったが、日本軍との香港の戦いで損傷を受け1946年に解体され、1950年代に公園となった。総督別荘のあった頃をしのばせるのは、入口の守衛室であったゲート・ロッジ（守缳室）のみである。柯士甸山道は実際の山頂に立つ通信施設へと続いている。
柯士甸山道のほかに観光客に人気のある散歩道としては、ピーク・タワーから出る盧吉道（Lugard Road, ルガード・ロード、香港総督フレデリック・ルガードにちなむ）があり、山頂を取り巻くように続いている。盧吉道は夏力道（Harlech Road, ハーレック・ロード）につながっており、山頂の反対側を巡って盧吉道の起点に戻る。この2つの通りは同じ高さを環状に走っており、眺望が優れている。
ヴィクトリア・ピークのレストランの多くはピーク・タワーとピーク・ギャレリアの中に入っているが、山頂道にはピーク・ルックアウト（The Peak Lookout, 太平山餐廳）というアーツ・アンド・クラフツ様式の古いレストランが建っている。この建物の場所にはピークトラム建設時の1888年に建設された技術者の休憩所・作業所があったが、香港政庁に引き渡されて取り壊され、1901年に山頂住民の移動用のセダン・チェア乗り場および人夫の休息所として現在の建物が建てられた。セダン・チェアが衰えた後は1947年からレストランとして利用されている。一時は取り壊しの危機もあったが文化財として指定され今日に残っている。

## 交通
- ピークトラム：山頂駅（The Peak, 山頂站）
- バス：ファースト・バス（新世界第一バス）の15系統（中環碼頭から）、および15B系統（銅鑼湾のMTR天后駅から）
- ミニバス：専線小巴の1系統（中環駅・香港駅から）